# LGV Madrid - Séville
La LGV Madrid - Séville, baptisée à l'origine Nouvel accès ferroviaire à l'Andalousie (Nuevo Acceso Ferroviario a Andalucía, NAFA), est une ligne à grande vitesse espagnole desservant la capitale de l'Andalousie depuis la gare madrilène d'Atocha, via Cordoue.
Inaugurée en 1992 à l'occasion de l'Exposition universelle de Séville, elle fut la première ligne à grande vitesse mise en service en Espagne. Outre le développement du rail dans le sud du pays, la construction de la ligne a permis l'édification de nouvelles gares à Ciudad Real, Puertollano, Cordoue et Séville.
Cet axe fondamental sert aujourd'hui d'épine dorsale au développement de nouvelles liaisons vers les différentes capitales andalouses. Ainsi, en 2006 a pu être inaugurée la LGV Cordoue - Malaga via Antequera.

## Historique
Après plusieurs années de travaux, la ligne à grande vitesse issue de la création du Nouvel accès ferroviaire à l'Andalousie est inaugurée le 14 avril 1992, six jours avant l'ouverture de l'Exposition universelle de Séville. Le 21 avril commence l'exploitation commerciale de la ligne avec la mise en service de six allers-retours quotidiens entre Madrid et Séville, via Puertollano, Ciudad Real et Cordoue. En octobre de la même année commence l'exploitation de la Lanzadera, service à grande vitesse sur courte distance qui relie Madrid, Puertollano et Ciudad Real, et aujourd'hui rebaptisé « Avant ».
En janvier 1993 est inauguré le service commercial entre Madrid et Malaga. Le train parcourt la ligne à grande vitesse jusqu'à Cordoue, et poursuit vers la cité méditerranéenne via une ligne classique. Le 23 avril 1993, un train S-100 atteint la vitesse de 356,8 km/h sur la LGV Madrid - Séville, ce qui constitue le record de vitesse sur rail espagnol. Au milieu de l'année sont inaugurées les liaisons Madrid - Cadix et Madrid - Huelva, qui empruntent la ligne à grande vitesse jusqu'à Séville, avant de parcourir la ligne classique.
C'est en 1994 que commence l'exploitation commerciale à pleine vitesse (300 km/h) sur longue distance. La durée du trajet entre Madrid et Séville est ainsi réduite de quarante minutes.
Toujours en mettant à profit la ligne à grande vitesse, la Renfe commence en 1999 la commercialisation de liaisons entre Madrid et Algésiras. Entre 1999 et 2001, le schéma de la grande vitesse en Espagne est réorganisé, et des travaux déjà démarrés sont accélérés. En ce sens, les liaisons Madrid - Cadix, Madrid - Huelva et Madrid - Algésiras passent sous gestion de Grandes Líneas Renfe, et sont rattachées à la marque Altaria, qui regroupe les grandes lignes hors AVE. C'est alors qu'est projetée la construction d'une LGV Cordoue - Malaga, afin de pouvoir prolonger le service d'AVE jusqu'à la Costa del Sol.

## Gares
La LGV Madrid-Séville dessert actuellement cinq gares :
- dans la Communauté de Madrid :
  - la gare de Madrid-Puerta de Atocha ;
- en Castille-La Manche :
  - la gare de Ciudad Real-Central,
  - la gare de Puertollano ;
- en Andalousie :
  - la gare de Cordoue-Central,
  - la gare de Séville-Santa Justa.

## Services assurés sur la ligne
| Service         | Service               | Gares intermédiaires                                                                                       | Matériel  | Temps de parcours |
| Départ          | Destination           | Gares intermédiaires                                                                                       | Matériel  | Temps de parcours |
| Madrid-Atocha   | Séville-Santa Justa   | Ciudad Real-Central Puertollano Cordoue-Central                                                            | S100      | 2h35              |
| Madrid-Atocha   | Séville-Santa Justa   | Cordoue-Central                                                                                            | S100      | 2h30              |
| Madrid-Atocha   | Séville-Santa Justa   | Sans arrêt                                                                                                 | S100      | 2h20              |
| Madrid-Atocha   | Malaga-María Zambrano | Ciudad Real-Central Puertollano Cordoue-Central Puente Genil-Herrera Antequera-Santa Ana                   | S102/S103 | 2h50              |
| Madrid-Atocha   | Malaga-María Zambrano | Cordoue-Central                                                                                            | S102/S103 | 2h40              |
| Madrid-Atocha   | Malaga-María Zambrano | Sans arrêt                                                                                                 | S102/S103 | 2h30              |
| Barcelone-Sants | Séville-Santa Justa   | Tarragona-Camp Lérida-Pirineus Saragosse-Delicias Madrid-Atocha Cordoue-Central                            | S103      | 5h37              |
| Barcelone-Sants | Malaga-María Zambrano | Tarragona-Camp Lérida-Pirineus Saragosse-Delicias Cordoue-Central Puente Genil-Herrera Antequera-Santa Ana | S103      | 5h45              |

| Service             | Service               | Gares intermédiaires                                     | Matériel | Temps de parcours |
| Départ              | Destination           | Gares intermédiaires                                     | Matériel | Temps de parcours |
| Madrid-Atocha       | Puertollano           | Ciudad Real-Central                                      | S104     | 1h13              |
| Madrid-Atocha       | Tolède                | Sans arrêt                                               | S104     | 0h30              |
| Séville-Santa Justa | Cordoue-Central       | Sans arrêt                                               | S104     | 0h45              |
| Séville-Santa Justa | Malaga-María Zambrano | Cordoue-Central Puente Genil-Herrera Antequera-Santa Ana | S104     | 1h55              |

| Service       | Service     | Gares intermédiaires | Matériel  | Temps de parcours | Observations                                       |
| Départ        | Destination | Gares intermédiaires | Matériel  | Temps de parcours | Observations                                       |
| Madrid-Atocha | Cadix       | Ciudad Real-Central Puertollano Cordoue-Central Séville-Santa Justa Jerez de la Frontera El Puerto de Santa María San Fernando-Bahía Sur | Talgo VII | 4h58              | Circule sur LGV jusqu'à Majarabique (La Rinconada) |
| Madrid-Atocha | Huelva      | Cordoue-Central La Palma del Condado | Talgo VII | 4h16              | Circule sur LGV jusqu'à Majarabique (La Rinconada) |
| Madrid-Atocha | Algésiras   | Ciudad Real-Central Puertollano Cordoue-Central Antequera-Santa Ana Ronda                                                                | Talgo VII | 5h15              | Circule sur LGV jusqu'à Antequera-Santa Ana        |
| Madrid-Atocha | Algésiras   | Cordoue-Central Ronda | Talgo VII | 5h28              | Circule sur LGV jusqu'à Cordoue-Central            |
| Madrid-Atocha | Grenade     | Cordoue-Central Antequera San Francisco de Loja                                                                                          | Talgo VII | 4h36              | Circule sur LGV jusqu'à Antequera                  |
| Madrid-Atocha | Grenade     | Ciudad Real-Central Puertollano Cordoue-Central Antequera-Santa Ana                                                                      | Talgo VII | 4h37              | Circule sur LGV jusqu'à Antequera-Santa Ana        |